# Paroisse de Springfield
Pour l’article homonyme, voir Springfield.
La paroisse de Springfield est à la fois une paroisse civile et un ancien district de services locaux (DSL) canadien du comté de Kings, au Nouveau-Brunswick. Dans le cadre de la réforme de la gouvernance locale du 1er janvier 2023, le DSL a été annexé au nouveau village de Valley Waters.

## Toponyme
La paroisse est probablement nommée ainsi en référence à la ville de Springfield, au New Jersey, ou à la ville de Springfield, au Massachusetts.

## Géographie

### Villages et hameaux
La paroisse comprend les hameaux suivants : Belleisle Creek, Bull Moose Hill, East Scotch Settlement, Hatfield Point, Irish Settlement, Jollifs Brook, Keirsteadville, Long Point, Lower Midland, Midland, Northrups Corner, Pascobac, Searsville, Springfield, Stewarton, The Grant, Upper Belleisle, Upper Midland, West Scotch Settlement.

## Histoire
Le village de Robicheau est fondé par des Acadiens à l'embouchure de la rivière Belleisle mais détruit en 1758 par les troupes anglaises commandées par Robert Monckton.
Des Loyalistes s'installent sur les rives de la rivière Belleisle entre 1784 et 1785 ; leurs descendants colonisent l'amont de cette rivière ainsi que l'arrière-pays, excepté pour les communautés du nord-ouest, qui sont fondées par des immigrants. C'est ainsi que East Scotch Settlement est fondé vers 1823 par des familles originaires du Perthshire, en Écosse.
La municipalité du comté de Kings est dissoute en 1966. La paroisse de Springfield devient un district de services locaux en 1967.
L'école élémentaire Belleisle est inaugurée en 1969 et l'école secondaire régionale Belleisle ouvre ses portes en 1983.

### Affaire de l'hymne national
Bien qu'aucune loi provinciale ou fédérale ne l'oblige, les élèves de l'école Belleisle devaient chanter l’Ô Canada, l'hymne national, chaque jour. À la suite des plaintes de deux parents, le directeur Erik Millet décida en septembre 2007 de limiter le chant à des assemblées mensuelles. Le directeur Millet reçut par la suite plus de 2 000 critiques et menaces de partout au pays, dont quelques menaces de mort. Susan Boyle, la mère d'une des élèves, a défendu le retour de cette pratique, faisant valoir que c'était une marque de respect envers l'histoire du pays et une façon d'honorer les soldats canadiens tués sur les champs de bataille. À la fin janvier 2009, le député Mike Allen affirma à la Chambre des communes du Canada que l'abolition du chant de l'hymne national était de la rectitude politique excessive. Au début février 2009, la Gendarmerie royale du Canada annonça enquêter sur l'une des menaces de mort, commise par Bradley Howland le 31 janvier, à la suite d'une plainte du directeur Millet. Howland subit un procès en avril de la même année. Le 2 février 2009, le directeur du district scolaire 6 força l'école à reprendre le chant quotidien. Le ministre de l'Éducation du Nouveau-Brunswick Kelly Lamrock a affirmé vouloir obliger le chant 'Ô Canada dans toutes les écoles de la province.

## Démographie
(août 2016).
D'après le recensement de Statistique Canada, il y avait 1523 habitants en 2001, comparativement à 1619 en 1996, soit une baisse de 5,9 %.
| 2001  | 2006  | 2011  | 2016  |
| ----- | ----- | ----- | ----- |
| 1 523 | 1 572 | 1 652 | 1 525 |

## Économie
Entreprise Fundy, membre du Réseau Entreprise, a la responsabilité du développement économique.

## Administration

### Comité consultatif
En tant que district de services locaux, Springfield est administré directement par le Ministère des Gouvernements locaux du Nouveau-Brunswick, secondé par un comité consultatif élu composé de cinq membres dont un président.

### Commission de services régionaux
La paroisse de Springfield fait partie de la Région 8, une commission de services régionaux (CSR) devant commencer officiellement ses activités le 1er janvier 2013. Contrairement aux municipalités, les DSL sont représentés au conseil par un nombre de représentants proportionnel à leur population et leur assiette fiscale. Ces représentants sont élus par les présidents des DSL mais sont nommés par le gouvernement s'il n'y a pas assez de présidents en fonction. Les services obligatoirement offerts par les CSR sont l'aménagement régional, l'aménagement local dans le cas des DSL, la gestion des déchets solides, la planification des mesures d'urgence ainsi que la collaboration en matière de services de police, la planification et le partage des coûts des infrastructures régionales de sport, de loisirs et de culture; d'autres services pourraient s'ajouter à cette liste.

### Représentation et tendances politiques
Nouveau-Brunswick : La moitié ouest de Springfield, comprenant les hameaux de Hatfield Point, de Keirsteadville, de Long Point, de Midland, de Springfield et de The Grant fait partie de la circonscription provinciale de Hampton-Kings. Celle-ci est représentée à l'Assemblée législative du Nouveau-Brunswick par Bev Harrison, du Parti progressiste-conservateur. Il fut élu 1999 puis réélu en 2003, en 2006 et en 2010.
 Nouveau-Brunswick : La moitié est de Springfield, comprenant les hameaux de Belleisle Creek, Blue Moose Hill, East Scotch Settlement, Elm Brook, Irish Settlement, Joliffs Brook, Northups Corner, Searsville, Stewarton, Upper Belleisle et West Scotch Settlement, fait partie de la circonscription provinciale de Kings-Est. Celle-ci est représentée par Bruce Northrup, du Parti progressiste-conservateur. Il fut élu en 2006 et réélu en 2010.
 Canada: Springfield fait partie de la circonscription électorale fédérale de Nouveau-Brunswick-Sud-Ouest, qui est représentée à la Chambre des communes du Canada par Gregory Francis Thompson, ministre des Anciens Combattants et membre du Parti conservateur. Il fut élu lors de la 40e élection fédérale, en 1988, défait en 1993 puis réélu à chaque fois depuis 1997.

## Vivre dans la paroisse de Springfield
Springfield compte deux écoles publiques anglophones faisant partie du district scolaire #6. L’école élémentaire de Belleisle accueille les élèves de la maternelle à la 5e année tandis que l'école Régionale de Belleisle offre les cours de la 6e à la 12e.
Le DSL est inclus dans le territoire du sous-district 9 du district scolaire Francophone Sud. L'école Samuel-de-Champlain de Saint-Jean est l'établissement francophone le plus proche alors que les établissements d'enseignement supérieurs les plus proches sont dans le Grand Moncton.
Belleisle Valley possède aussi une caserne de pompiers. Il y a un bureau de poste à Belleisle Creek et un autre à Hatfield Point. Le détachement de la Gendarmerie royale du Canada le plus proche est à Hampton.
L'église St. Simon and St. Jude de Belleisle Creek et l'église Trinity de Springfield sont des églises anglicanes.
Les anglophones bénéficient du quotidien Telegraph-Journal, publié à Saint-Jean, et du Kings County Records, de Sussex. Les francophones bénéficient quant à eux du quotidien L'Acadie nouvelle, publié à Caraquet, ainsi que l'hebdomadaire L'Étoile, de Dieppe.

## Culture

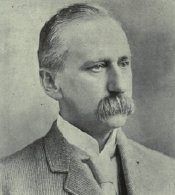
Gilbert White Ganong

### Personnalités
- Gilbert White Ganong (1851-1917), instituteur, homme d'affaires, homme politique et fonctionnaire, né à Springfield ;
- George Burpee Jones (1866-1950), homme d'affaires et homme politique, né à Belleisle ;
- George Gerald King (1836-1928), homme d'affaires et homme politique, né à Springfield ;
- Duncan Hamilton McAlister (1872-1932), médecin et homme politique, né à Belleisle ;
- Abraham Beverley Walker (1851-1909), avocat et journaliste, né à Belleisle.